# Всемирный день вегетарианства
Всемирный день вегетарианства (World Vegetarian Day) — ежегодное мероприятие, нацеленное на продвижение различных аспектов вегетарианства и отмечаемое 1 октября во всём мире. Учреждено Североамериканским вегетарианским обществом (North American Vegetarian Society, NAVS) в 1977 году и поддержано Международным вегетарианским союзом в 1978 году.
Со Всемирного дня вегетарианства начинается так называемый «месяц вегетарианской осознанности» (Vegetarian Awareness Month), который включает в себя череду праздников схожей направленности и продолжается до Международного дня вегана (отмечается 1 ноября).

## В России
Российские энтузиасты отмечают Всемирный день вегетарианства различными мероприятиями, нацеленными на продвижение этих идей среди общества. Например, в 2012 году, накануне праздника, жителям Санкт-Петербурга предлагали попробовать вегетарианские блюда и раздавали брошюры, рассказывающие о пользе вегетарианства.